# 石渡照久
石渡 照久（いしわたり てるひさ、1930年10月12日 - ）は、日本の政治家。元衆議院議員。

## 略歴
東京都八王子市出身。都立八王子工業学校を卒業し（山形大学の前身）米沢高等工業学校中退。
織物屋を営みながら八王子JC理事長を経て、1975年44歳で補欠選挙を制し八王子選出の都議に。3期務め1983年第37回衆議院議員総選挙で旧東京11区（現在の東京22区、東京23区、八王子全域の東京24区、東京25区）から自民党新人として出馬し落選。1986年第38回衆議院議員総選挙で初当選。1990年第39回衆議院議員総選挙では落選し議席を失い、1993年第40回衆議院議員総選挙でも返り咲けなかった。
2000年八王子市長選挙で落選、同年第42回衆議院議員総選挙で、保守党から比例区東京ブロックで出馬し落選。